# Lijst van voetbalinterlands Bulgarije - Turkije
Deze lijst van voetbalinterlands is een overzicht van alle officiële voetbalwedstrijden tussen de nationale teams van Bulgarije en Turkije. De landen hebben tot op heden 21 keer tegen elkaar gespeeld. De eerste ontmoeting was een vriendschappelijke wedstrijd in Istanboel op 10 april 1925. Het laatste duel, eveneens een vriendschappelijke wedstrijd, vond plaats op 8 juni 2015 in Istanboel.

## Wedstrijden
| №  | Plaats       | Datum             | Competitie           | Wedstrijd           | Uitslag |
| -- | ------------ | ----------------- | -------------------- | ------------------- | ------- |
| 1  | Istanboel    | 10 april 1925     | Vriendschappelijk    | Turkije − Bulgarije | 2 − 1   |
| 2  | Sofia        | 17 juli 1927      | Vriendschappelijk    | Bulgarije − Turkije | 3 − 3   |
| 3  | Istanboel    | 14 oktober 1927   | Vriendschappelijk    | Turkije − Bulgarije | 3 − 1   |
| 4  | Sofia        | 27 september 1931 | Vriendschappelijk    | Bulgarije − Turkije | 5 − 1   |
| 5  | Istanboel    | 4 november 1932   | Vriendschappelijk    | Turkije − Bulgarije | 2 − 3   |
| 6  | Ankara       | 7 december 1958   | Vriendschappelijk    | Turkije − Bulgarije | 0 − 0   |
| 7  | Sofia        | 27 november 1960  | Vriendschappelijk    | Bulgarije − Turkije | 2 − 1   |
| 8  | Istanboel    | 20 december 1964  | Vriendschappelijk    | Turkije − Bulgarije | 0 − 0   |
| 9  | Sofia        | 9 mei 1965        | Vriendschappelijk    | Bulgarije − Turkije | 4 − 1   |
| 10 | Istanboel    | 9 oktober 1968    | Vriendschappelijk    | Turkije − Bulgarije | 0 − 2   |
| 11 | İzmir        | 18 april 1973     | Vriendschappelijk    | Turkije − Bulgarije | 5 − 2   |
| 12 | Sofia        | 8 mei 1974        | Vriendschappelijk    | Bulgarije − Turkije | 5 − 1   |
| 13 | Sofia        | 22 september 1976 | Vriendschappelijk    | Bulgarije − Turkije | 2 − 2   |
| 14 | Istanboel    | 16 februari 1977  | Vriendschappelijk    | Turkije − Bulgarije | 2 − 0   |
| 15 | Sofia        | 21 september 1977 | Vriendschappelijk    | Bulgarije − Turkije | 3 − 1   |
| 16 | Istanboel    | 17 oktober 1984   | Vriendschappelijk    | Turkije − Bulgarije | 0 − 0   |
| 17 | Stara Zagora | 21 augustus 1991  | Vriendschappelijk    | Bulgarije − Turkije | 0 − 0   |
| 18 | Istanboel    | 26 augustus 1992  | Vriendschappelijk    | Turkije − Bulgarije | 3 − 2   |
| 19 | Sofia        | 17 augustus 2005  | Vriendschappelijk    | Bulgarije − Turkije | 3 − 1   |
| 20 | Salzburg     | 29 mei 2012       | Vriendschappelijk    | Bulgarije − Turkije | 0 − 2   |
| 21 | Istanboel    | 8 juni 2015       | Vriendschappelijk    | Turkije − Bulgarije | 4 − 0   |
| 22 | Sofia        | 11 oktober 2025   | WK 2026 kwalificatie | Bulgarije – Turkije |         |
| 23 | Bursa        | 15 november 2025  | WK 2026 kwalificatie | Turkije – Bulgarije |         |

## Samenvatting
| Competitie        | Totaal gespeeld | Winst Bulgarije | Gelijk | Winst Turkije | Doelsaldo Bulgarije – Turkije |
| ----------------- | --------------- | --------------- | ------ | ------------- | ----------------------------- |
| Vriendschappelijk | 21              | 8               | 6      | 7             | 38 − 34                       |
| Totaal            | 21              | 8               | 6      | 7             | 38 − 34                       |

Wedstrijden bepaald door strafschoppen worden, in lijn met de FIFA, als een gelijkspel gerekend.